# Ligament cunéo-cuboïdien dorsal
Le ligament cunéo-cuboïdien dorsal (ou ligament cuboïdo-cunéen dorsal) est un ligament de l'articulation cunéo-cuboïdienne.
Le ligament cunéo-cuboïdien dorsal constitué de bandes fibreuses qui relient les faces dorsales de l'os cunéiforme latéral et de l'os cuboïde.